# Viola amamiana
Viola amamiana Hatus. – gatunek roślin z rodziny fiołkowatych (Violaceae). Występuje endemicznie na japońskim archipelagu Riukiu. 

## Morfologia
PokrójBylina dorastająca do 5 cm wysokości, tworząca kłącza.
LiścieBlaszka liściowa ma owalny kształt. Mierzy 0,5–1 cm długości oraz 0,3–0,6 cm szerokości, jest karbowana i piłkowana na brzegu, ma nasadę od sercowatej do ściętej i tępy wierzchołek. Ogonek liściowy jest nagi.
KwiatyPojedyncze, wyrastające z kątów pędów. Mają działki kielicha o lancetowatym kształcie. Płatki są odwrotnie jajowate, mają białą barwę oraz 10 mm długości, płatek przedni jest wyposażony w obłą ostrogę.

## Biologia i ekologia
Rośnie na brzegach cieków wodnych i terenach skalistych. 